# Linguagem client-side
A linguagem de cliente ou client-side scripting, é uma linguagem que é executada no lado cliente, ou seja, no computador do próprio usuário, e por isso é usada nas situações em que a linguagem server-side não tem alcance. Entre as linguagens client-side, há o JavaScript, que é a única que realmente roda no navegador do usuário. Através do JavaScript é possível manipular a página do usuário diretamente, fazendo coisas dinâmicas que vão desde mudar o valor de um campo do formulário até criar uma área redimensionável que pode ser arrastada pela página.
Como todo o código JavaScript está no próprio navegador, o usuário pode ver o código e pode também, através da utilização de alguns programas, manipular o código. Isso faz com que as linguagens client-side sejam inseguras para fazer coisas como acessar um banco de dados. Juntas, as linguagens server-side e client-side se complementam.